# Tulostoma striatum
La especie Tulostoma striatum es un hongo representante del género Tulostoma de la familia Agaricaceae. El origen etimológico de la palabra Tulostoma viene del griego týlos que significa joroba, callo, dureza, clavija; y de stóma que significa boca, poro, por la forma en que se efectúa la dehiscencia, mediante un poro apical con frecuencia umbonado.

## Descripción
La especie Tulostoma striatum tiene un saco esporífero globoso a ligeramente deprimido, de 9-15 mm con el exoperidio membranoso, grueso, blanco por dentro y recubierto de granos de arena, oscuro por fuera, caduco en fragmentos pero persistente en la base. Endoperidio totalmente cubierto por el exoperidio membranoso, especialmente en los ejemplares jóvenes, liso en la porción superior, blanquecina a ligeramte ocráceo rosado, o con tonos cobrizos. Boca fibrillosa-fimbriada, al principio en forma de escudete o de pezón muy notable, finalmente tornándose muy fimbriada, a veces hasta algo surcada; finalmente grande para el tamaño del peridio y de un tono más oscuros o más claro que el resto del endoperidio. Cuello más o menos separado, con membrana lancerada. Estípite siempre de color claro, pajizo a más oscuro, no escamuloso, a veces rugoso, delgado en la porción media, terminando en una base roma y abrupta longitudinalmente subestriado, con el tercio inferior generalmente recubierto de arena, 20-40 x 2-3 mm (en la porción más delgada). Esporas subglobosas a irregularmente elipsoidales, con costillas elevadas que se ponen en evidencia por sobrepasar en mayor o menor grado el contorno del episporio, dispuestas como meridianos con respecto a los polos, con otras costillas superpuestas, muchas veces en forma regular, o todas las costillas distribuidas, apiculadas, generalmente castaño-amarillentas, de 4-7,5 μm. Capilicio subhialino amarillento, ramificado y septado; formado por filamentos poco engrosados a nivel de los tabiques, que son escasos y apenas coloreados, desarticulables, 2.6 a 13.2 μm, la mayoría 3-6 μm, con pared gruesa y luz visible o constreñida en algunos puntos, llegando a ser lacunar, algunos filamentos con procesos lenticulares superpuestos (cristales).

## Distribución
Especie ampliamente distribuida, principalmente en Europa y México.

## Hábitat
Es una especie de hábito gregario, se encuentra en arena en matorrales xerófilos.

## Estado de conservación
No está categorizada en la Norma Oficial Mexicana 059.